# 夜の姉妹
「夜の姉妹」（よるのしまい）はリリパットアーミーII20周年記念の際に上演されたわかぎゑふ作・演出の演劇作品。19世紀のドイツを舞台にした悲劇を男女完全入れ替えで上演したゴシックホラーの名作。ウルトラマーケットでの初演、2007年には3都市の中劇場にて劇場版として上演された後、2015年に劇団外で再び上演された人気作品。

## 2007年劇場版

### キャスト
- アンナ・エグロシュタイン男爵夫人 - 朝深大介
- カール・ハインリッヒ・バウワー大公 - わかぎゑふ
- マルガレーテ王妃 - 曽世海児
- カール・ラインハルト・バウワー皇太子 - 美津乃あわ
- リヒャルト・ハインツ・バウワー - 小山茜
- ヨゼファ・クライム - 橋田雄一郎
- ローザ・デルパーニ - 野田晋市
- アレクサンドル・デュマ - 生田朗子
- ロベルト・ダーン - 千田訓子
- ハンナ・コルト - 森崎正弘
- ビルト - 谷川未佳
- リンダ・ヘルマン - 浅野彰一
- ルーシー・シュルツナー - コング桑田
- エリーゼ・バイン - 上田宏
- マリア・ヘッセ - 祖父江伸如

### 公演期間
大阪公演
- 2007年7月6日 - 7月8日（ワッハ上方 ワッハホール）

東京公演
- 2007年7月27日 - 7月29日（全労済ホール／スペース・ゼロ）※全労済ホール／スペース・ゼロ提携公演

九州公演
- 2007年8月4日 - 5日（西鉄ホール）

## 2015年版

### 出演
- 山本裕典
- 彩乃かなみ
- 佐藤永典
- 平野良
- 宮下雄也
- 原嶋元久
- 田中崇士
- 中野咲希
- 菊池美香
- 黄川田将也
- 八代進一
- 近江谷太朗
- 粟根まこと

### 公演期間
東京公演
- 2015年12月11日 - 20日（品川プリンスホテル クラブeX）

大阪公演
- 2015年12月23日 - 27日（近鉄アート館）